# Dilophus quadridens
Dilophus quadridens är en tvåvingeart som först beskrevs av Hardy 1953.  Dilophus quadridens ingår i släktet Dilophus och familjen hårmyggor. Inga underarter finns listade i Catalogue of Life.